# Nico Rijnders
Reinier Johannes Maria „Nico“ Rijnders (* 30. Juli 1947 in Breda; † 16. März 1976) war ein niederländischer Fußballspieler.

## Karriere

### Verein
Rijnders begann in seiner Heimatstadt Breda beim VV Baronie mit dem Fußballspielen. Noch als Jugendspieler wechselte er 1963 zum großen Lokalrivalen NAC Breda. Dort bestritt er am 16. Mai 1965 im Pokalspiel gegen Enschedese Boys sein erstes Spiel im Seniorenbereich und erzielte in der letzten Spielminute den 2:1-Siegtreffer.
1968 wechselte er für eine Ablöse von 150.000 Gulden zu den Go Ahead Eagles Deventer. Nach nur einer Saison wurde Rijnders für 400.000 Gulden von Ajax Amsterdam verpflichtet. In seiner ersten Saison bei Ajax wurde der zentrale Mittelfeldspieler Landesmeister und Pokalsieger. Im darauffolgenden Jahr wurde Ajax erneut Pokalsieger und gewann gegen Panathinaikos Athen den Europapokal der Landesmeister. In diesem Spiel litt Rijnders unter einem Engegefühl in der Brust und wurde in der Halbzeit gegen Horst Blankenburg ausgewechselt.
Im Sommer 1971 wechselte Rijnders nach Belgien zum FC Brügge. Am 12. November 1972 brach er beim Spiel des FC Brügge gegen den RFC Lüttich klinisch tot zusammen. Er wurde vom Vereinsarzt Michel D’Hooghe erfolgreich wiederbelebt, musste daraufhin jedoch seine aktive Laufbahn beenden und wurde als Assistenztrainer weiterbeschäftigt.

### Nationalmannschaft
Rijnders spielte in den Jahren 1969 und 1970 insgesamt acht Mal für die niederländische Nationalmannschaft, blieb jedoch ohne Torerfolg.

## Nach der Spielerkarriere
1974 wurde Rijnders Trainer des unterklassigen Teams Racing Club Harelbeke. Nach erneuten Herzbeschwerden am Weihnachtsabend 1974 konnte er auch diesen Beruf nicht mehr ausüben. Er erholte sich nie wieder vollständig und starb 1976 im Alter von 28 Jahren.

## Erfolge
- Europapokalsieger der Landesmeister: 1971
- Niederländischer Meister: 1970
- Niederländischer Pokalsieger: 1970, 1971
- Belgischer Meister: 1973